# Etika (vallás)
Az etika magában foglalja a helyes és helytelen viselkedés fogalmainak rendszerezését és ajánlásait. Az etika az erkölcs tudománya. Vallási szempontból az erkölcs maga az erényes élet, nélküle  nincs lelki fejlődés, lelki fejlődés nélkül nem érhető el a megszabadulás, megvilágosodás vagy üdvösség.
Spirituális tanítók alapján a vallás teljesen értelmetlen erkölcs nélkül, illetve a filozófia is csak üres frázis. Az erkölcsi alapelveket nélkülöző hívő élet vagy spiritualitás álszent képmutatás. Szerintük a lelkiség, vallás és erkölcs rokon értelmű fogalmak. Az erkölcs gyakorlatba ültetett vallás, a vallás elméletben megfogalmazott erkölcs.
Minden vallásnak megvan a maga etikája. Jézus hegyi beszéde vagy a Tízparancsolat erkölcsi tanításokat tartalmaz az ember felemelkedésére. Buddha nemes nyolcrétű ösvénye az etika lényege. Patandzsali erkölcsi korlátozásai, jamái és betartandó erkölcsi szabályai, nijamái  szintén az erkölcs alapját tartalmazzák. A Bhagavad-gítában megemlített önmegtartóztatás fajtái nem más, mint etika. 
Az erkölcs alapelvei minden vallásban ugyanazok, mert a hívők ezeket a felsőbb világból valónak tulajdonítják. A legtöbb vallás alapján ezen útmutatók közvetlenül az istenségtől vagy a Legfelsőbb Lénytől erednek.
Minden erkölcs valódi gyökere az egyetemesség. Egyetemesség nélkül az erkölcs meghal: „Ne tégy semmi olyat, ami mások kárára van, amit később megbánhatsz vagy szégyenkezned kellene miatta! Olyat cselekedj, ami dicséretre méltó, és amivel jót teszel magadnak és másoknak is! Ez a helyes magatartás rövid foglalata”. Az erkölcsi szabályokat az istenség vagy egy felsőbb intelligencia azért alkotta meg, hogy az emberek tisztán éljenek e világban és minden sérelemtől megkíméljék egymást. Az erkölcs célja az, hogy az embert, alantas állati természetének legyőzésével az isteni természet magaslataiba emelje. A vallások felszólítanak az igazsághoz való ragaszkodás fontosságára, a tisztaságra: gondolatban, beszédben, a szándékokban, a tettekben, minden cselekedetben.
A teista nézetek alapján a lelkiismereten keresztül Isten hangja szólal meg mindegyikőnkben, amely mindig válaszol, valahányszor erkölcsi dilemmába kerülünk. Ez a belső hang szólít fel arra, hogy megtegyünk, vagy ne tegyünk meg valamit. De csak az erkölcsös ember tudja használni a lelkiismeret kényes műszerét. Csupán ő hallja tisztán a lélek belső hangját. A bűn útját járó emberből lassan, de biztosan kivész ez a képesség.
Az erény csak akkor válik állandóvá, ha szüntelenül gyakorolják. Az erkölcs csak akkor tud megmutatkozni és fennmaradni, ha tevékenyen betartják. A hívőnek vagy a spirituális útkeresőnek ragaszkodnia kell az erkölcsi törvényekhez, a helyes viselkedés szabályaihoz. Ezek azért lettek megalkotva, hogy minden ember fejlődhessen és lélekben felemelkedhessen. Az erkölcs az életet megtartó erő. Az erkölcs nélküli jellem olyan, mint a sótlan étel. Az erkölcsi szabályok betartása által az isteni kegyelem ránk száll, és tartós boldogságban, örök üdvösségben lesz részünk. A szívünk megtisztul, és lelkiismeretünk tiszta lesz. Ez a legtöbb vallás lényege.
Nyolc etikailag fejlett vallást ismerünk: a kereszténység, az iszlám, a hinduizmus, a dzsainizmus, a buddhizmus, a kínai univerzizmus, a zoroasztrizmus és a zsidó vallás. Közülük a kereszténység, az iszlám, a hinduizmus, a buddhizmus, az univerzizmus együttesen a vallásos emberiség kilenctized részét teszik ki.

## Judaizmus
A zsidó etika a Tórából ered. A Tórában Isten nyilatkoztatja ki, hogyan állítható helyre a megromlott emberi létállapot. (A romlást szemléletesen írják le a Teremtés könyvének első fejezetei. lásd: az ember bukása) Az emberek nem gyökeresen rosszak (Ádám és Éva történetét a zsidók nem úgy értelmezik, mint a keresztények), hanem csupán két hajlammal kell szembenézniük. Ebben a szemléleti keretben a törvény egyet jelent az erkölcsiséggel. Az élet folyamatában megvalósított imitatio Dei (Isten utánzása) szabályai kivétel nélkül a Tórából erednek. A törvény szükséges, de nem elégséges feltétele a jó életnek. A judaizmus bár a törvényen alapul, nem tekinthető legalistának. A rabbinikus vitáknak gyakran tárgyuk, hogy miként rangsorolhatók a különböző kötelezettségek: az életmentés például előbbre való a sabbat megtartásánál.
A bibliai etika alapvető eleme az a parancs, hogy tartózkodjanak attól, hogy embertársaikat bántsák, és ne tegyenek rosszat a gyengéknek. A Héber Bibliában megfogalmazott etikai parancsok többsége ebbe a kategóriába tartozik: kellő igazságosság; továbbá a vesztegetés, a rablás és az elnyomás elkerülése; az özvegyek és az árvák védelme; könyörületes viselkedés a rabszolgákkal szemben; és a pletyka tilalma. Ezekhez járultak a társadalom alján levő szegények eltartására, az éhezők táplálására és a nincstelen meztelenek felöltöztetésére vonatkozó parancsok.
A bibliai etika felszólítja az embert, hogy szeresse és tisztelje embertársát, a legmagasabb fokát a következő parancsban éri el: „Ne gyűlöld rokonodat szívedben, ne feddd felebarátodat”, és így zárul: „Szeresd felebarátodat, mint magadat!” A parancsolatnak az elvi célja a gyűlölet elkerülése, amely tönkreteszi a társadalom életét.
A Léviták könyve 19. fejezete alapján az Úr ezt az utasítást adta Mózesnek: 
»Szólj Izrael fiainak egész gyülekezetéhez és mondd nekik: Szentek legyetek, mert én, az Úr, a ti Istenetek, szent vagyok!« 
Ezt a kijelentést több tucat olyan parancsolat követi, amelyek révén a zsidó kapcsolatba kerül Isten szentségével. Megtaláljuk az igazságosság, a jótékonyság, a gyűlöletmentesség, a nemi erkölcs, az üzleti tisztesség parancsolatait; a szülők tiszteletét; az élet szentségét stb.
A társadalmi etika általános összegzését a próféták többször is kinyilvánították: „Gyűlöljétek a rosszat, szeressétek a jót, és állítsátok helyre az igazságot!”; Mikeásnál hasonlóképpen: „Megmondta neked, ó, ember, mi a jó, és mit kíván tőled az Úr, mint azt, hogy igazságot cselekedj, szeresd a kedvességet, és alázatosan járj Isteneddel!”

### Tízparancsolat
A Tízparancsolatot a Sínai-hegyen Isten adta a zsidó népnek. A judaizmus és a kereszténység alapját képező legfontosabb vallási és erkölcsi parancsolatokat tartalmazza. A tízparancsolat parancsai: 
- az élet tisztelete - ne ölj! [15]
- a tulajdon tisztelete - ne lopj! [16]
- igazmondás - ne hazudj![17]
- a szülők tisztelete[18]
- ne legyenek bálványok - a bálványimádás kerülése - csak Uradat, Istenedet imádd, és csak neki szolgálj! [19]
- Isten nevének szentsége[20]
- a házasság szentsége - ne paráználkodj! [21]
- a szombat szentsége - a teremtésre emlékezve[22]
- a tulajdon védelme - mások tulajdonát ne kívánd! - ne kívánd felebarátod házát, ne kívánd feleségét ... semmit, ami felebarátodé! [23]

## Kereszténység
A keresztény etika akkor született meg, amikor a korabeli tanítókhoz és rabbikhoz hasonlóan Jézust is arra kérték, hogy foglalja össze a Tóra lényegét. 
Jézus ebben két pontban foglalta össze, melyekből az összes egyéb parancs és tanítás levezethető:
- „Szeresd Urad, Istenedet, teljes szívedből, teljes lelkedből, teljes erődből és teljes elmédből”[24]
- „Szeresd embertársadat, mint saját magadat”[25]

Az idők során a keresztény erkölcsi felfogás többször módosult az első keresztény gyülekezetek erkölcsi magatartásától a mai keresztény életeszmény felfogásáig. A katolikus értelmezés szerint az emberi cselekedetek annyiban minősülnek jónak vagy rossznak, amennyiben igazodnak az ember ún. végső céljához.
A kereszténység alapján a földi élet előkészület a túlvilági, ún. örök életre. Az ember akkor készül elő helyesen a túlvilágon elérhető boldogságra, ha Isten akarata szerint cselekszik. Az erkölcs zsinórmértéke tehát az Isten akarata szerinti élet. Amikor az ember az erkölcs zsinórmértéke szerint cselekszik, akkor tulajdonképpen az ún. természeti törvényt valósítja meg, amely nem más, mint az örök törvény lenyomata az emberi természetben. Az embernek minden cselekedete erkölcsi tett, és aszerint jó vagy rossz, hogy az ember valódi céljára, rendeltetésére irányul-e vagy sem.

### Hegyi beszéd
Krisztus hegyi beszéde nemcsak a hívőknek szól, hanem az egész emberiségnek. Boldognak nevezi mindazokat, akik elfogadják világosságát, és aszerint élnek. Felszólította követőit, hogy legyenek tökéletesek, mint ahogy a mennyei Atya (Isten) tökéletes. Jézus szavai alapján  "nem mindenki megy be a mennyek országába, hanem csak az, aki cselekszi a mennyei Atya akaratát."
A hegyi beszéd fő tanításai: 
- őszinte bűnbánat - Boldogok, akik (bűneik felett) sírnak, mert ők megvigasztaltatnak.[29]
- szelídség - Jézus a szelídséget azon erények közé számította, amelyek alkalmasakká teszik követőit Isten országára[30]
- irgalmasság - Boldogok az irgalmasok, mert ők Istentől irgalmasságot nyernek.[31]
- békesség - akik békességre igyekeznek, azok az Isten fiai[32] - Pál apostol írta: Törekedjetek mindenki iránt a békességre és a szent életre, amely nélkül senki sem látja meg az Urat.[33]
- harag-mentesség, megbocsátás - Azt mondom nektek, hogy mindenki, aki haragszik testvérére, méltó a (vég)ítéletre[34] Ha nem bocsátotok meg az embereknek, (a ti mennyei) Atyátok sem bocsátja meg bűneiteket[35]
- tiszta beszéd[36] - tartózkodás a durva beszédtől
- tiszta szívűség (lelkiismeretesség) - Boldogok a tiszta szívűek, mert ők meglátják Istent.[37]
- az esküdözéstől való tartózkodás[38]
- a bűnös kívánságtól való tartózkodás[39]
- adakozás, nagylelkűség[40]
- felebaráti szeretet - Szeressétek ellenségeiteket, és imádkozzatok üldözőitekért, hogy fiai legyetek mennyei Atyátoknak.. Ha ugyanis csak azokat szeretitek, akik titeket szeretnek, mi lesz a jutalmatok? [41]
- erkölcsösség, példamutatás[42]
- képmutatásmentesség[43]
- imádkozás[44]
- egyszerűség, lemondás az anyagiakról - Ne gyűjtsetek magatoknak kincseket a földön... gyűjtsetek magatoknak kincseket a mennyben... mert ahol a kincsed van, ott lesz a szíved is.[45]
- ítélkezés-mentesség - Ne ítéljetek, hogy el ne ítéltessetek! [46]
- elkülönülés a világi emberek szokásaitól[47][48] - A szűk kapun át menjetek be, mert széles a kapu és tágas az út, amely a pusztulásba vezet, és sokan vannak, akik bemennek rajta.[49]

## Buddhizmus
Sablon:Bővebebn
A buddhista erkölcs lényegét állítólag már egy, a történelmi Buddha (Gautama Sziddhártha) előtt élt korábbi buddha (bölcs) megfogalmazta: „Kerülni mindent, ami rossz, azt cselekedni, ami jó, és megtisztítani saját szívünket: ebből áll a buddhák tanítása.”
Ennél tömörebben és magasztosabban nem is lehetne megfogalmazni azt, ami minden etika összegezése.
A történelmi Buddha nyilatkozatainak túlnyomó része intelem az erkölcsös életmódra. A buddhista fogadalmak lehetőséget biztosítanak arra, hogy az ember az erkölcsi világrenddel (dharma) összhangban éljen. Aki ezeket követi, az fokozatosan átkerül a szamszára evilági partjáról a túloldalra, a nirvánába. Fontos, hogy az erkölcsi tanítások nem parancsot jelentenek a gyakorló számára. Buddha egyik legutolsó tanítása az volt, hogy követői ne fogadják el a tanításokat vak hitük által, hanem csak alapos vizsgálódás után. A gyakorlati etikát Buddha alábbi kijelentése foglalja össze: „gyilkosság, lopás, nemi kicsapongás, hazugság, rágalmazás, gyalázkodás, fecsegés, kapzsiság, rosszindulat és téves nézet: ez az innenső part; a szakítás ezzel a tíz dologgal: ez a túlsó part”. A fő tilalmakhoz hozzájárul még a bódító szerek használata. A buddhizmus nagy súlyt helyez a meditációra, mivel ez vezet el a belátáshoz, amin keresztül a dolgokat úgy lehet látni, ahogyan vannak.
Az egyetemes célnak megvalósítása érdekében a mahájána buddhizmus aktív etikát tanít, eszményképe a bódhiszattva, azaz a buddhaság felé vezető úton haladó „bölcs lény”, aki arra teszi fel életét (és az összes következő életét is), hogy az összes érző lényt megszabadítsa a szenvedéstől.
A théraváda buddhizmusban a gyakorló a legfőbb célja a buddhaság elérése. A világi életről való lemondó arhat már jelenlegi életében megszabadul a tévedésektől és a vágyaktól, és a halálban teljesen megsemmisül. A régi tanítás szerint kevés kiválasztott lény van, aki később a buddha tudatszintet elérheti, és mint ilyen nemcsak saját üdvössége érdekében, hanem másokért is tevékenykedhet. A mahájána nézete szerint az emberi erő indokolatlan lebecsülésének számít, ha valaki azt hiszi, hogy kevés kivételtől eltekintve, a többség a legjobb esetben is csupán saját megváltásáért fáradozhat anélkül, hogy embertársai üdvösségéért bármit is tehetne. Ezért úgy véli, hogy ha nem is mindenki, de legalábbis sok lény van predesztinálva arra, hogy végül buddhává legyen, és másoknak megvilágosodást nyújtson. Ennek előfeltétele: aki elhatározza, hogy a buddhaságra (tökéletes megvilágosodásra) törekszik, az ünnepélyes bodhiszattva fogadalmat tesz. Ebben kinyilvánítja, hogy minden lénynek segít, és valamennyi ezután bekövetkező újramegtestesülésében mások javára fog tevékenykedni. Az önmaga és mások közötti különbséget az a felismerés hidalja át, hogy saját én nem létezik, hanem csak a dharmák ideiglenes összetömörülése, és az idegen én ugyanazt a szenvedést és örömet érzékeli, mint a saját, ezért a kettő közötti különbség csak múló és viszonylagos. Valamennyi teremtmény összetartozik mint egy test tagjai. A meditatív elmélyedésben éppúgy, mint a gyakorlati életben a bölcs-jelölt megvalósítja „a felebarátnak saját énné való átváltoztatását”. Az idegenre úgy tekint, mint hozzá közelállóra, úgy, hogy ráruházza az apa, anya, fiú és lány fogalmát. Minden lény iránti egyetemes szeretete nem ér véget az ellenségnél sem, nem táplál haragot iránta, mert tudja, hogy saját maga a bekövetkező balsors karmikus előidézője.

### Nemes nyolcrétű ösvény
A nemes nyolcrétű ösvény Buddha egyik legfőbb tanítása volt, amely a szenvedés megszüntetéséhez és a megvilágosodáshoz vezető út.
- Helyes szemlélet - ez a szemlélet feltárja, hogy a szenvedés oka a vágyakban rejlik, és a vágyak megszüntetése a szenvedést is megszünteti.
- Helyes szándék - a lemondás elhatározása, azaz felhagyni a világi élettel és szent élet folytatása, amely „mentes a kéjtől, a sóvárgástól és a vágyaktól”.
- Helyes beszéd - tartózkodás a hazugságtól, a rágalmazástól, a durva beszédtől és az üres fecsegéstől.
- Helyes cselekvés - tartózkodás a káros tettektől, érző lények elpusztításától, ártástól, nem adott dolog elvételétől és helytelen szexuális viselkedéstől, a vágyak mértéktelen kiélésétől.
- Helyes életmód - olyan életvitel, amelyben javainkat békés úton, tisztességesen és másoknak szenvedést nem okozva szerezzük meg.
- Helyes erőfeszítés: Megsemmisíteni mindazt a rosszat, ami már felmerült bennünk. A még meg nem született rossz létrejöttét megakadályozni. A még meg nem született jó létrejöttét elősegíteni. A már meglévő jót megtartani, ápolni.
- Helyes éberség - a test, az érzések, a gondolatok, illetve a jelenségek terén. A megvilágosodás akadályai: érzéki vágy, rosszakarat, tompaság, nyughatatlanság, kétely.
- Helyes elmélyedés - önvizsgálat. Az ember teljesen elfordul az érzékiségtől, elfordul a haszontalan elmélkedéstől, belép a dzshánna (meditáció) négy fokozatába, és ott időzik.

## Hinduizmus
A hinduizmusban a világegyetem rendezett egész, amely felett a természetben és az erkölcsi élet területén egyaránt megnyilvánuló világtörvény, a dharma uralkodik. Ez az egyetemes törvény, amely minden hatás mélyén rejlik, mindent átható létezésével fenntartja a világmindenség örökkévalóságát, működését, és minden létező entitást meghatároz. A világmindenséget, mint szellemi alapelv, élettel elárasztó közegként itatja át.
A természet a dharmán keresztül alacsony létfokozatokban az ösztönökön keresztül vezérel. Az erkölcsi megfontolásra képtelen élőlényeket még nem terheli a személyes felelősségérzet. Az emberi öntudatnál már a szabad akarat érvényesül; az ember felelős a tetteiért, képes a Szanátana Dharmát, az Örök Törvényt felismerni, ezáltal a dharma öntudatbeli megnyilvánulása erkölcsi törvénnyé válik. Ez az erkölcsi törvény azonban nemcsak megszívlelendő morális belső szükséglet, hanem kérlelhetetlen parancs. Az ember lázadhat ez ellen, ellenszegülése azonban mindig és szükségszerűen visszahat rá (karma).
A hinduizmus szent iratait, az erkölcsi parancsokat megfogalmazó Védákat a hindu teisták szerint a világmindenség ura (Isten, Ísvara) alkotta és terjesztette el, a panenteisták szerint a világlélek (Brahman) lehelte ki magából időről időre. Az ateista mímánszakák szerint mindöröktől fogva létező szellemi szubsztanciák, a szánkhják szerint nem örökkévalók, mégis minden újonnan létrejövő világban ugyanolyan formában léteznek.

### Jama és nijama
A jama és nijama etikai szabályokat és előírásokat fogalmaz meg a helyes élettel kapcsolatban a hinduizmusban és a jógában. 
- erőszakmentesség, nem-ártás (ahimsza) - az ahimszá jelentése: együttérzés, nem-bántás, erőszakmentesség, mely minden érző lénnyel szembeni helyes viselkedésre vonatkozik
- igazmondás, igazságosság (szatja) - a szatja utalás az ember gondolatának, beszédének és cselekedetének igazságára és igazságosságára
- a tulajdon tisztelete (asztéja) - az asztéja az önösség, az egyéni érdekek érvényre juttatásának kiiktatása
- önmegtartóztatás, önfegyelmezés (brahmacsarja)
- önfegyelem, önmegtagadás, az ego visszaszorítása (tapasz)
- birtoklásmentesség - csak a létfenntartáshoz szükséges dolgok megtartása - aparigraha
- képmutatásmentesség (árjava)
- külső és belső tisztaság (saucsa)
- önvizsgálat és önnevelés a szent iratok tanulmányozása által (szvádhjája)
- nagylelkűség, adakozás (dána)

### Bhagavad-gíta
A Bhagavad-gíta (magyarul "A magasztos szózata") a hinduizmus szent könyve, a védikus irodalom filozófiájának összefoglalása. Főbb tanítások:
- megbocsátás
- igazmondás, igazság (szatja)
- alázatosság, szerénység - az embernek nem szabad vágynia világi hatalomra és dicsőségre[55]
- egyszerűség, büszkeség-nélküliség
- lemondás, vágynélküliség, kötődésmentesség (vairágja)
- erőszak-nélküliség (ahimsza)
- béketűrés, békesség - minden esetben béketűrőnek kell lenni, az embernek meg kell tanulnia elviselni másoktól a sértést és a gyalázatot[55]
- kedvesség
- könyörületesség minden élő iránt
- adakozás (dána)
- tisztaság (saucsa)
- kitartás, rendíthetetlenség - az embernek nagyon eltökéltnek kell lennie, ha fejlődni akar lelkileg[55]
- önfegyelem; az elme (gondolatok) fegyelmezése
- az érzékkielégítés tárgyairól való lemondás
- mentesség a hamis egotól
- mentesség az irigységtől, a mohóságtól, a becsvágytól
- nem kötődés emberekhez és tárgyakhoz
- idegenkedés a másokban való hibakereséstől
- Isten (Krisna) iránt érzett állandó és tiszta odaadás (bhakti)

... "elkülönülés az emberek általános (világias gondolkozású) tömegétől, az önmegvalósítás fontosságának felismerése, az Abszolút Igazság utáni filozófiai kutatás – mindezeket tudásnak nyilvánítom, az ellenkezőjét pedig tudatlanságnak."

## Iszlám
A vallásgyakorlat alapja az ún. öt pillér, de az iszlám ezentúl erkölcsi tekintetben is szabályozza a hívők életét. A társadalmi etikát és erkölcsöt szabályozva a saría vezérelve alakult ki. A saría célja, hogy az életet az iszlámban meghatározott erényekre építse és megtisztítsa azt a bűnöktől, vétkektől. Megpróbálja kiirtani a rosszat a szociális viselkedési sémákból azzal, hogy megtiltja a bűnöket és igyekszik lezárni azokat a kapukat, amelyeken a rossz
belopózhat a társadalomba.
Az iszlám alapján az ember kötelessége az, hogy az isteni útmutatás hiteles forrásaiból merítse az életére vonatkozó parancsolatokat. Az ember minden tettéért felelős Isten előtt. A számadás ideje a végítéletkor lesz. Az Isten iránti szeretet és "félelem", valamint annak a tudata, hogy az Ítélet Napján számot kell adnunk cselekedeteinkről, továbbá az elkövetkezendő életbeli örök gyönyör és jutalom ígérete az a hajtóerő, amely lehetővé teszi a hívőnek, hogy komolyan az erkölcsös viselkedésre törekedjen.
A földi élet egy próbaidő, hogy felkészüljünk a végső napra. Az iszlám, mielőtt erkölcsi parancsolatokat fogalmaz meg, igyekszik mélyen tudatosítani azt, hogy az ember minden tette Isten színe előtt játszódik le, Aki őt mindig és mindenhol látja. Az ember az egész világ elől elbújhat, de Isten elől nem; mindenkit becsaphat, de Istent sohasem.  Az, hogy az emberi lét célja Isten tetszésének elérése, megköveteli az erkölcsi magatartás lehető legmagasabb színvonalát. Az erkölcsös viselkedés Isten szeretetén és a Tőle való félelmen alapul, amely az embert arra kényszeríti, hogy az erkölcsi törvényt mindenféle külső nyomás nélkül is betartsa. Isten szabad akarati döntést adott az embernek, ám azután, hogy ezt a szabadságot neki ajándékozta, látni akarja, vajon felismeri-e az ember valódi helyzetét vagy sem. Vajon egyenes és becsületes marad-e és Vele szemben, megőrzi-e kötelességtudatát és hűségét.
A fő aranyszabályok a Koránban és a hadíszokban találhatók meg. 
Alapvető erkölcsi tanítások:
- igazmondás
- becsületesség, tisztességesség[59]
- nagylelkűség, jótékonyság
- az irigység, fösvénység és pazarlás kerülése[60]
- szerénység, jámborság[61]
- irgalmasság; az árvák,[62] a szegények, a rászorultak segítése[63]
- önzetlenség és szolgálat - "Jaj az imádkozóknak... akik gyakorolják a képmutatást és a segítségadást megtagadják."[64]
- a szülőkkel szembeni helyes viselkedés[65]
- a paráznaság kerülése[66]
- az élet tisztelete - Ne ölj meg valakit igazságtalanul[67]
- tiszta beszéd - tartózkodás a megbotránkoztató beszédtől[68]
- szemérmesség[69] - például tartózkodás a megbotránkoztató ruházattól, pornográfiától stb
- tartózkodás az alkoholtól, a szerencsejátéktól[70]
- lelkiismeretesség
- hálaadás Istennek[71]
- istenfélelem, az egy Isten imádata

Abu Daúd (817/18-889) középkori iszlám tudós 500 ezer hadíszból 4 800 hiteleset kiválasztva, azok lényegét a következő négy pontban foglalta össze:
- A cselekedetek a cselekvő intenciói (szándéka) szerint ítéltetnek meg.[74]
- Az ember azzal mutatja ki őszinte vallásosságát, ha nem elegyedik olyan ügybe, amely nem hozzá tartozik.[75]
- Nem igazhitű az ember, míg felebarátja számára nem kívánja ugyanazt, amit önmaga számára kíván.[76]
- Nemcsak a tiltott dolgok élvezetét kell kerülni, hanem oly dolgokét is, melyeknek becsületes keletkezése iránt nem forog fenn teljes bizonyosság.